# Sultanaat Bantam
Het sultanaat Bantam of sultanaat Banten (Indonesisch: Kasultanan Banten) was een sultanaat dat in de 16e eeuw gevestigd werd rond de stad Bantam (het huidige Banten) aan de noordwestkust van Java. De invloed van het sultanaat strekte zich uit over West-Java en Zuid-Sumatra. Banten was een belangrijk handelscentrum in Zuidoost-Azië, vooral voor peper, totdat de Vereenigde Oostindische Compagnie (VOC) het sultanaat eind 17e eeuw tot een Nederlands protectoraat reduceerde.

## Geschiedenis

### Ontstaan
Het sultanaat werd gevestigd door de moslimgeleerde Sunan Gunungjati, die begin 16e eeuw vanuit het sultanaat Demak naar Banten Girang in het hindoeïstische koninkrijk Sunda trok. Banten Girang was een nederzetting ongeveer 10 kilometer landinwaarts van het huidige Banten. Het lag waar nu de zuidelijke buitenwijken van Serang zijn.
Gunungjati's missie om de islam onder de bevolking te verspreiden verliep in eerste instantie vreedzaam, maar toen Sunda een verbond met de Portugezen sloot tegen de islamitische sultanaten Demak en Cirebon, verzocht Gunungjati het sultanaat Demak om troepen naar de regio te sturen. Het was waarschijnlijk Gunungjati's zoon Mulana Hasanudin die in 1527 het commando had over deze militaire operatie. De sultan van Demak vestigde een vazalstaat in Banten en liet Hasanudin in ca. 1552 kronen tot eerste sultan.

### Hoogtepunt
Als een van zijn eerste daden reisde Hasanudin af naar Zuid-Sumatra, waar de meeste peper van Sunda vandaan kwam, om zo snel mogelijk deze regio's in handen te krijgen, zodat de toevoer van het lucratieve peper verzekerd was. Hierna liet hij een nieuwe hoofdstad bouwen aan de monding van de Cibanten-rivier, het huidige Banten.
Na 20 jaar was Hasanudins dynastie zo stevig gevestigd dat hij in 1546 het koninkrijk kon verlaten om deel te nemen aan een militaire expeditie tegen Pasuruan in Oost-Java. De sultan van Demak, Trenggana, kwam om tijdens deze expeditie, en Hasanudin maakte hier handig gebruik van door zijn sultanaat los te maken van de vazalverplichtingen aan Demak.

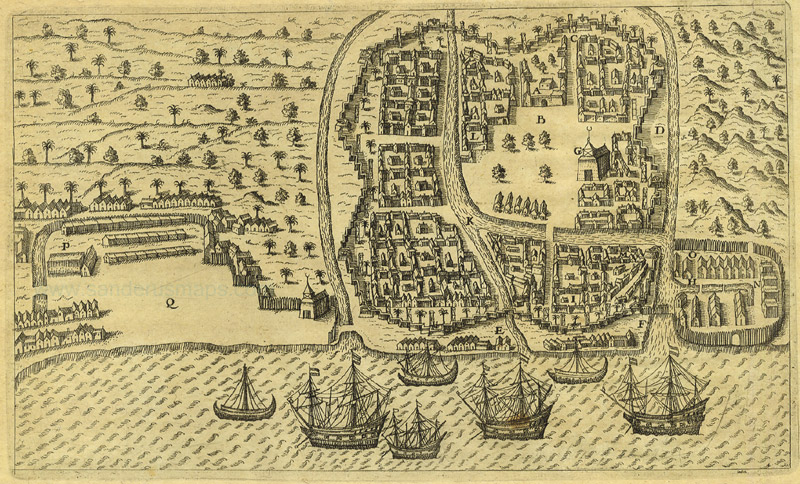
Bantam eind 16e, begin 17e eeuw door Theodoor de Bry; de onderkant wijst naar het noorden

Vanaf de jaren 1550 ging het economisch voor de wind met Bantam. Hasanudin regeerde het sultanaat samen met zijn zoon Malauna Yusuf. Hij stond nu zo sterk dat hij eindelijk een einde kon maken aan het koninkrijk Sunda. In de jaren 1570 veroverde Bantam het hele grondgebied van Sunda in West-Java. Malauna Yusuf verwoestte in 1579 de Sundanese hoofdstad Pakuan Pajajaran. De heilige steen (watu gigilang) die als troon van de Sundanese heersers had gediend, werd meegenomen naar Bantam en daar op het koninklijke plein geplaatst om symbolisch het einde van Sunda te markeren.
Toen Hasanudin in 1570 stierf, bestond Bantam uit heel West-Java (met uitzondering van Cirebon) en Zuid-Sumatra. Het sultanaat werd een belangrijk centrum voor handel in specerijen, zijde, Chinees aardewerk, goud, juwelen en andere Aziatische goederen. Handelaars kwamen vanuit China, India, Turkije, Engeland, Portugal en Nederland naar Bantam. Het sultanaat was ook een belangrijk centrum voor moslimgeleerden, zoals Abadin Tadia Tjussup, die in 1693 naar Kaap de Goede Hoop verbannen werd, waar hij de eerste islamitische gemeenschap van de Kaap vestigde.
Onder sultan Ageng Tirtayasa bereikte Bantam haar grootste omvang. Hij breidde het sultanaat uit naar West-Borneo in 1661 en wist ook Cirebon te veroveren na een burgeroorlog in Mataram. Hij vestigde zilverhandel met Manilla in de Spaanse Filipijnen en liet irrigatiekanalen aanleggen voor kokosnoot- en suikerplantages.

### Handel met de Europeanen

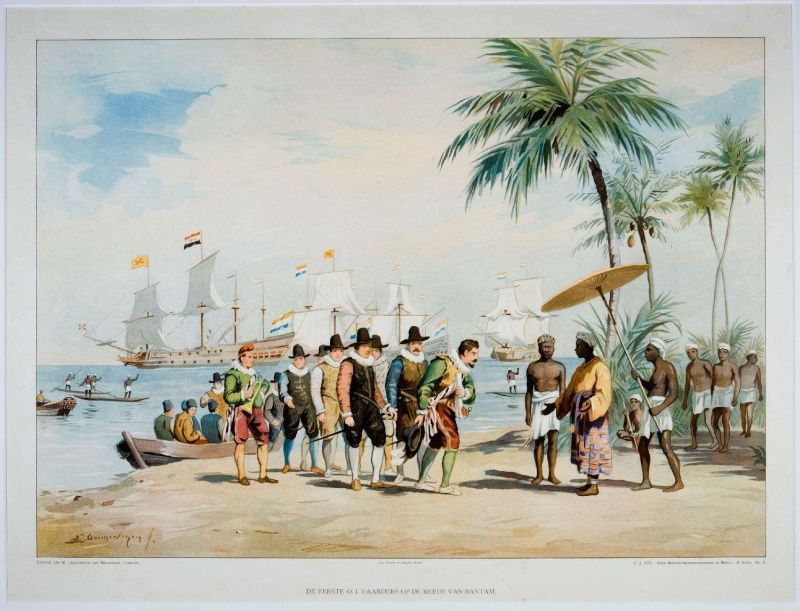
Nederlandse schoolplaat van Adriaan Groenewegen getiteld De eerste O.I. vaarders op de reede van Bantam

Op 27 januari 1596 kwam een Nederlandse handelsvloot, met als opperkoopman Cornelis de Houtman, aan in Bantam. Claes Symonsz. Meebael werd in 1600 door Jacob Willekens in Bantam achtergelaten om er een factorij op te zetten. De Engelsen vestigden een permanente handelspost in Bantam in 1602, onder leiding van James Lancaster. Ook Portugese en Deense handelaren vonden de weg naar Bantam.
Vooral de Portugezen lagen dwars bij het streven van de VOC om controle te krijgen over Bantam, met haar lucratieve handel en strategische positie in de Straat Sunda. Op 27 december 1601 vond de eerste reguliere zeeslag plaats tussen Nederlandse schepen onder leiding van Wolfert Harmensz. en een vloot uit Goa die was gestuurd om het Portugese gezag in de Indonesische archipel te herstellen. De Portugezen werden tot aftocht gedwongen.
Pieter Both kreeg in 1609 opdracht om, net als de Portugezen in Goa, een betere plek te zoeken die zowel geschikt was als rendez-vous voor de schepen maar ook geschikt als centrum voor het bestuur. Johore en Bantam vielen af, vanwege de beperkte bereidheid van de sultans om mee te werken. Bantam had bovendien te maken met de verzanding van de Baai van Banten. Toen Jan Pieterszoon Coen in 1613 in Bantam aankwam, bleken Nederlanders vermoord te zijn en de pakhuizen met goederen verbrand.
Na een conflict tussen de VOC en Bantam in 1619 over de peperhandel, veroverde Jan Pieterszoon Coen de havenstad Jayakarta op Bantam en verwoestte de stad. Op de plek van Jayakarta werd het fort Batavia gesticht, dat zich ontwikkelde tot het centrum van de VOC in de Indonesische archipel. Rond het midden van de 17e eeuw werd (tijdelijk) vrede gesloten met Bantam, waarna Batavia de kans kreeg uit te groeien tot een belangrijke handelsstad.

### Nederlands protectoraat

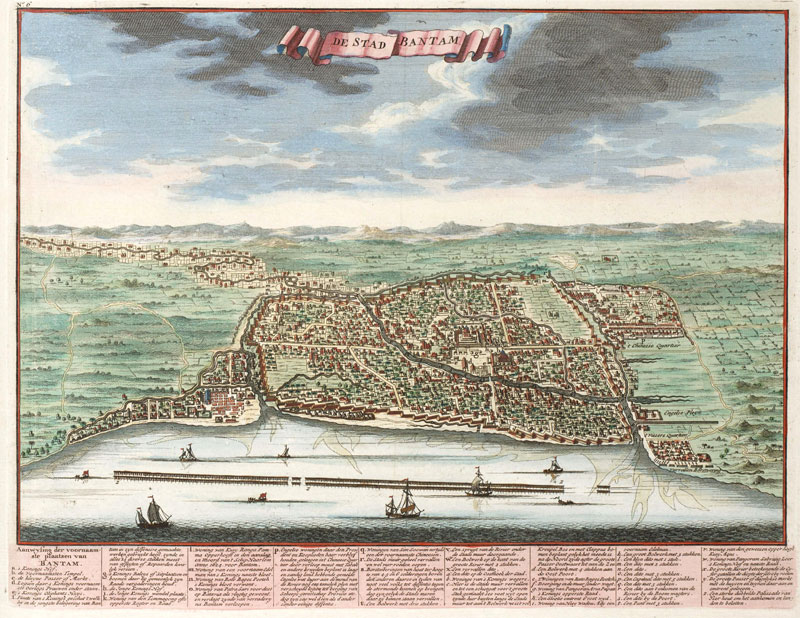
De Stad Bantam, ets van François Valentijn, Amsterdam, 1726

In 1680 verklaarde het sultanaat Bantam opnieuw de oorlog aan de VOC, maar de strijd verliep rampzalig voor het sultanaat. In 1683 moest Bantam zich overgeven en verloor Bogor en Priangan aan de VOC. Bantam bleef in naam onafhankelijk maar werd gereduceerd tot protectoraat van de VOC. De Engelsen verdwenen in 1684 uit Bantam en verhuisden naar het veel ongunstiger gelegen Benkulen. In 1752 verloor Bantam nog meer grondgebied aan de Nederlanders toen de VOC gebieden van Bantam in West-Borneo en Zuid-Sumatra inlijfde.
In 1808 gaf Herman Willem Daendels opdracht tot de aanleg van de Grote Postweg om Java tegen de Britten te beschermen. Daendels eiste dat Sultan Aliyuddin II van Bantam zijn hoofdstad zou verplaatsen naar Anyer. Ook moest hij onbetaalde werkkrachten sturen om een nieuwe haven bij Ujung Kulon aan te leggen. Toen Aliyuddin II dit weigerde, gaf Daendels bevel om Bantam binnen te vallen en het koninklijk paleis te verwoesten. De sultan en zijn gezin werden gevangengezet in Fort Speelwijk en later verbannen naar Ambon. Op 22 november 1808 verklaarde Daendels dat het sultanaat ingelijfd was bij het grondgebied van de VOC.
Het Sultanaat Bantam verdween definitief in 1813, tijdens de Britse bezetting van de Indonesische archipel, toen Stamford Raffles de sultan dwong zijn troon op te geven. In 1818 werd Bantam een residentie van Nederlands-Indië.

## Overblijfselen
Vandaag de dag zijn er nog een aantal ruïnes in Banten die herinneren aan het sultanaat:
- Fort Speelwijk aan de kust

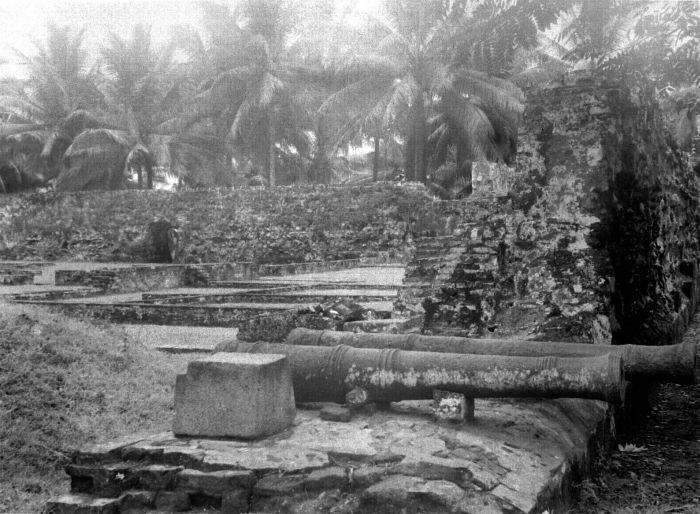
Kanonnen in Fort Speelwijk (1933)

- De grote moskee (Indonesisch: mesjid agung)
- De kraton Surosowan naast de grote moskee van Banten
- De kraton Kaibon, ten zuidoosten van de stad
- Een minaret en mihrab van de Pencinan Tinggi-moskee, ten westen van de stad
- De Tasikardi, een waterreservoir ten zuiden van Banten. Naast de opslag van water, deed het ook dienst als koninklijk rustoord

## Sultans
| Sultan                                      | Regeerperiode |
| ------------------------------------------- | ------------- |
| Sunan Gunungjati                            | 1526 - 1552   |
| Maulana Hasanudin - Panembahan Surosowan    | 1552 – 1570   |
| Maulana Yusuf - Panembahan Pakalangan Gedé  | 1570 – 1580   |
| Maulana Muhammad - Pangeran Ratu Ing Banten | 1580 – 1596   |
| Pangeran Ratu - Abdul Kadir Kenari          | 1596 – 1651   |
| Ageng Tirtayasa - Abul Fath Abdul Fattah    | 1651 – 1683   |
| Abu Nasr Abdul Kahhar - Sultan Haji         | 1682 – 1687   |
| Abdul Fadhl                                 | 1687 – 1690   |
| Abul Mahasin Zainul Abidin                  | 1690 – 1733   |
| Muhammad Wasi Zainifin                      | 1733 – 1750   |
| Muhammad Syifa                              | 1750 – 1752   |
| Syarifuddin Artu Wakilul Alimin             | 1752 – 1753   |
| Muhammad Arif Zainul Asyikin                | 1753 – 1773   |
| Abul Mafakir Muhammad Aliyuddin             | 1773 – 1799   |
| Muhyiddin Zainush Sholihin                  | 1799 – 1801   |
| Muhammad Ishaq Zainul Muttaqin              | 1801 – 1802   |
| Wakil Pangeran Natawijaya                   | 1802 – 1803   |
| Aliyuddin II                                | 1803 – 1808   |
| Wakil Pangeran Suramanggala                 | 1808 – 1809   |
| Muhammad Syafiuddin                         | 1809 – 1813   |
| Muhammad Rafiuddin                          | 1813 – 1820   |